# KS Pogradeci
KS Pogradeci – albański klub piłkarski z siedzibą w mieście Pogradec.

## Historia
Chronologia nazw:
- 1932—1947: KS Dragoj Pogradec
- 1947—1949: KS Spartaku Pogradec
- 1949—1950: KS Pogradeci
- 1950—1958: KS Spartaku Pogradeci
- 1958—1992: KS Yli i Kug Pogradeci
- od 1992: KS Pogradeci

Klub został założony w 1932 roku jako KS Dragoj Pogradec. Uczestniczył w rozgrywkach lokalnych mistrzostw Albanii. W 1936 debiutował w najwyższej lidze albańskiej. W latach 1947–1958 nazywał się KS Spartaku Pogradec oraz KS Pogradeci. W 1958 zmienił nazwę na KS Yli i Kug Pogradeci. Od 1992 nazywał się ponownie KS Pogradeci. W 1993 spędził swój ostatni 6 sezon w lidze elitarnej, po czym spadł do II ligi albańskiej. W sezonie 2010/11 zajął 1. miejsce w II lidze i powrócił do Superligi. Obecnie klub ponownie występuje w Kategoria e Parë.

## Sukcesy
- Mistrzostwo Albanii:
  - 6.miejsce (1): 1936
- Puchar Albanii:
  - półfinalista (1): 1992/93
- II liga:
  - zwycięzca (1): 2010/11

## Stadion
Stadiumi Gjorgji Kyçyku, w mieście Pogradec może pomieścić 10,700 widzów.